# Schwedische Unihockeynationalmannschaft
Die schwedische Unihockeynationalmannschaft präsentiert Schweden bei Länderspielen und internationalen Turnieren in der Sportart Unihockey (auch bekannt als Floorball). Mit bislang sechs gewonnenen Weltmeisterschaften gilt die Mannschaft als beste der Welt. Bei den Turnieren 2008 und 2010 musste sie sich jedoch im Finale jeweils Finnland geschlagen geben.

## Geschichte
Zusammen mit Finnland und der Schweiz gilt Schweden als Geburtsland des Unihockeys. 1981 gründete sich der nationale Verband, im Jahr darauf wurde die erste Meisterschaft ausgespielt. Die schwedische Männernationalmannschaft bestritt am 28. September 1985 in Sollentuna gegen Finnland das erste Länderspiel überhaupt. Schweden gewann das Spiel mit 13:1 und bescherte der finnischen Nationalmannschaft die bis heute (Stand Dezember 2010) höchste Länderspielniederlage. 1994 wurde die erste Europameisterschaft ausgetragen, die Schweden gewann. Den Weltmeistertitel gewann Schweden von 1996 an bis einschließlich 2006 sechsmal in Folge. 2008 und 2010 wurde das Team hinter Finnland jeweils Vizeweltmeister.
In Schweden sind rund 120 000 Spieler und Spielerinnen registriert.

## Platzierungen

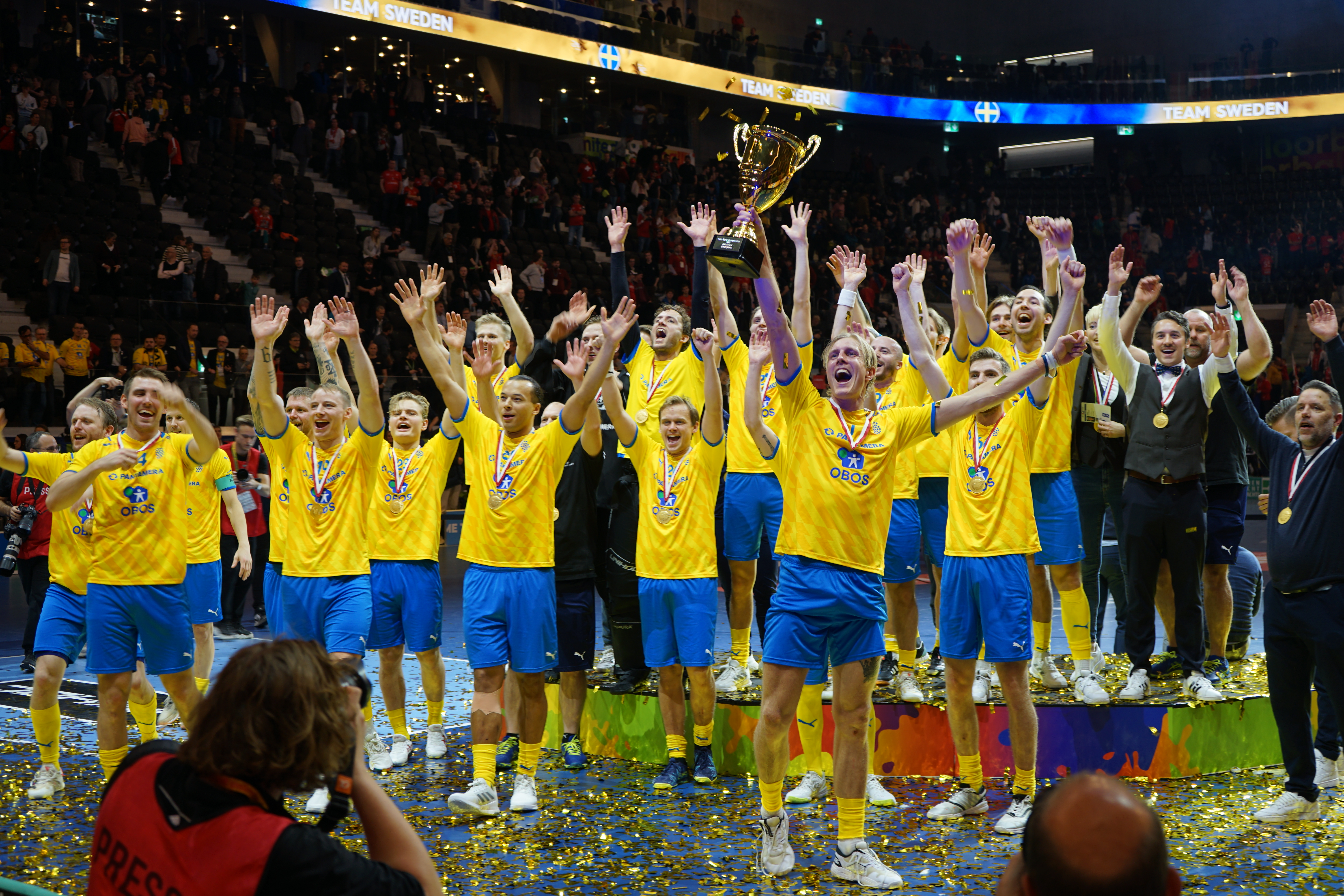
Weltmeister-Team 2022

### Weltmeisterschaften
| WM   | Austragungsort(e)                              | Platz    |
| ---- | ---------------------------------------------- | -------- |
| 1996 | Skellefteå, Uppsala, Stockholm                 | 1. Platz |
| 1998 | Brünn, Prag                                    | 1. Platz |
| 2000 | Drammen, Oslo, Sarpsborg                       | 1. Platz |
| 2002 | Helsinki                                       | 1. Platz |
| 2004 | Zürich, Kloten                                 | 1. Platz |
| 2006 | Helsingborg, Malmö, Botkyrka, Solna, Stockholm | 1. Platz |
| 2008 | Ostrava, Prag                                  | 2. Platz |
| 2010 | Helsinki, Vantaa                               | 2. Platz |
| 2012 | Zürich, Bern                                   | 1. Platz |
| 2014 | Göteborg                                       | 1. Platz |
| 2016 | Riga                                           | 2. Platz |
| 2018 | Prag                                           | 2. Platz |
| 2021 | Helsinki                                       | 1. Platz |
| 2022 | Zürich, Winterthur                             | 1. Platz |
| 2024 | Malmö                                          | 2. Platz |
| 2026 | Tampere                                        |          |

### Europameisterschaften
| WM   | Austragungsort(e) | Platz    |
| ---- | ----------------- | -------- |
| 1994 | Helsinki          | 1. Platz |
| 1995 | Schweiz           | 2. Platz |
| 2027 |                   |          |

### World Games
| WM   | Austragungsort(e) | Platz    |
| ---- | ----------------- | -------- |
| 2017 | Breslau           | 1. Platz |
| 2022 | Birmingham        | 1. Platz |
| 2025 | Chengdu           | 1. Platz |

## Kader
WM-Kader 2010: Viktor Klintsten (Storvreta IBK), Patrik Jansson (AIK Innebandy) – Rasmus Sundstedt (Caperiotäby FC), Mattias Wallgren (IBK Dalen), Jimmy Lindblom (Warbergs IC 85), Mathias „Bult“ Larsson (Warbergs IC 85), Mattias Samuelsson (Storvreta IBK), Peter Fischerström (AIK Innebandy) – Joel Kanebjörk (Storvreta IBK), Karl-Johan Nilsson (AIK Innebandy), Fredrik Djurling (AIK Innebandy), Johan Samuelsson (IBK Dalen) – Kim Nilsson (AIK Innebandy), David Gillek (AIK Innebandy), Henrik Stenberg (Storvreta IBK), Daniel Calebsson (Pixbo Wallenstam IBK), Mattias Helgesson (FC Helsingborg), Magnus Svensson (Warbergs IC 85), Patrik Hagberg (Caperiotäby FC), Jim Canerstam (Warbergs IC 85) – Trainer: Kent Göransson.
WM-Kader 2012: Patrick Åman, Viktor Klintsten – Anton Karlsson, Mattias Wallgren, Martin Östholm, Mattias Samuelsson, Henrik Quist, Jesper Berggren, Robin Nilsberth – Johan Samuelsson, Johannes Larsson, Joel Kanebjörk, Kim Nilsson, Rikard Eriksson, Henrik Stenberg, Karl-Johan Nilsson, Rasmus Enström, Linus Nordgren, Rasmus Sundstedt, Patrik Mamström – Cheftrainer: Jan-Erik Vaara, Assistenztrainer: Ulf Hallstensson, Coach: Robert Bodén.

## Trainer
- 2017-jetzt Mikael Hill

## Bekannte Spieler
- Johan Anderson, Topscorer der WM 2002
- Magnus Augustsson, Topscorer der WM 1998
- Fredrik Djurling, Topscorer der WM 2008
- Martin Olofsson (* 1976), Topscorer der WM 1996
- Henrik Stenberg (* 1990)
- Rasmus Sundstedt (* 1989)
- Patrik Åman